# Sinostrangalis basiplicatus
Sinostrangalis basiplicatus là một loài bọ cánh cứng trong họ Cerambycidae.